# Marguerite Rutten
Pour les articles homonymes, voir Rutten.
Marguerite Rutten, née le 18 octobre 1898 dans le 10e arrondissement de Paris et morte le 7 avril 1984 à Nice, est une assyriologue et épigraphiste française. Diplômée à la fois de l'École du Louvre et de l'École pratique des hautes études, elle fait toute sa carrière au Département des antiquités orientales du musée du Louvre.
Elle publie des études spécialisées mais aussi des ouvrages destinés au grand public.

## Biographie

### Formation
Marguerite Rutten est née le 18 octobre 1898 à Paris, dans le 10e arrondissement.
Elle obtient son diplôme d'École du Louvre en 1933. Elle suit aussi les cours de Charles Fossey à l'École pratique des hautes études, dont elle obtient également le diplôme en soutenant une thèse sur les contrats séleucides conservés au musée du Louvre,.

### Au Département des antiquités orientales
Elle fait toute sa carrière au Département des antiquités orientales du musée du Louvre, de 1929 à sa retraite en 1963. Entrée comme chargée de mission, elle devient en 1937 assistante de Georges Contenau, le conservateur en chef de ce département, puis est promue conservateur adjoint en 1960.
À partir de 1930, elle dispense des cours d'archéologie orientale et d'épigraphie sumérienne et assyrienne à l'École du Louvre, jusqu'en 1960. Pour assurer ses cours, elle conçoit un manuel d'initiation à l'akkadien qu'elle publie dès 1937.
Pendant la Seconde Guerre mondiale, elle joue un rôle important dans l'organisation de l'évacuation des objets du département des antiquités orientales du Louvre vers les châteaux de Cheverny et de Chambord.

### Publications spécialisées et grand public
Elle publie des articles dans différentes revues, dont une étude, parue dans la Revue d'Assyriologie en 1938, sur les maquettes de foies divinatoires découvertes à Mari et que François Thureau-Dangin lui avait confiées pour publication. Elle les interprète comme des maquettes pédagogiques ou des aide-mémoire pour les prêtres.
Georges Contenau étant également directeur de la Mission archéologique française en Iran, Marguerite Rutten publie deux ouvrages dans la collection éditée par cette mission. Dans Textes mathématiques de Suse, elle assure la copie et l'édition des textes, qui sont interprétés par le mathématicien Evert Marie Bruins. Le caractère rugueux de celui-ci rend la collaboration difficile.
Les livres publiés par Marguerite Rutten dans la collection Que sais-je ? et ses ouvrages sur l'art du Moyen-Orient ancien lui permettent de toucher un public plus large, au-delà du cercle des spécialistes. L'historien Alfred Merlin qualifie le Que sais-je ? consacré à Babylone d'« excellent petit livre », tandis que le mathématicien Henri Milloux emploie le même qualificatif à propos du Que sais-je ? La science des Chaldéens. L'archéologue Charles Delvoye juge plus sévèrement son ouvrage sur Les arts du Moyen-Orient ancien : « le livre refermé, on se sent dans un état d'insatisfaction ». 
Marguerite Rutten meurt le 7 avril 1984 à Nice.

## Décoration
Officière de l'ordre des Arts et des Lettres en 1964.

## Principales publications

### Ouvrages personnels
- Antiquités Orientales (Musée du Louvre), Paris, Musées nationaux, 1934, 139 p.[12].
- Contrats de l'époque séleucide conservés au musée du Louvre, Paris, Paul Geuthner, coll. « Babylonica » (no 15), 1935, 252 p.[13],[14].
- Éléments d'accadien (assyro-babylonien), notions de grammaire, Paris, Adrien Maisonneuve, coll. « Librairie d'Amérique et d'Orient », 1937, 100 p.[15].
- Babylone, Paris, Presses universitaires de France, coll. « Que sais-je ? » (no 292), 1948 (réimpr. 1958, 1966), 128 p. (lire en ligne)[9].
- Arts et styles du Moyen-Orient ancien, Paris, Larousse, coll. « Arts, styles et techniques », 1950, 201 p.[16].
- Les documents épigraphiques de Tchogha Zembil, Paris, Presses universitaires de France, coll. « Mémoires de la mission archéologique en Iran » (no 32), 1953, 88 p.
- La science des Chaldéens, Paris, Presses universitaires de France, coll. « Que sais-je ? » (no 893), 1960 (réimpr. 1970), 128 p. (lire en ligne)[17],[10].
- Les arts du Moyen-Orient ancien, Paris, Presses Universitaires de France, coll. « Les Neuf Muses », 1962, 184 p.[11],[18].

### Ouvrage collectif
- Marguerite Rutten et Evert Marie Bruins, Textes mathématiques de Suse, Librairie orientaliste Paul Geuthner, coll. « Mémoires de la mission archéologique en Iran » (no 34), 1961, 136 p. (ISBN 9782705308704)[19].